# Oktiabrski
Oktiabrski (en russe : Октябрьский) est une ville de la république de Bachkirie, en Russie. Sa population s'élevait à 114 194 habitants 2019.

## Géographie
Oktiabrski est située sur la rivière Ik, à 165 km à l'ouest d'Oufa et à 1 018 km à l'est de Moscou. Elle est desservie par la route nationale M5.

## Histoire
Oktiabrski a été fondée en 1937 dans le cadre de la mise en exploitation de gisements de pétrole et de gaz naturel. Elle accéda au statut de commune urbaine en 1940 et reçut son nom actuel — littéralement « Ville d'Octobre » — deux ans plus tard, à l'occasion du 25e anniversaire de la Révolution d'Octobre. Elle a le statut de ville depuis 1946. Dans les années 1950, la production de pétrole a commencé à décliner obligeant l'industrie d'Oktiabrski à se diversifier.

## Population
Recensements (*) ou estimations de la population
| 1959*  | 1970*  | 1979*  | 1989*   | 2002*   | 2006    | 2010*   | 2012    |
| ------ | ------ | ------ | ------- | ------- | ------- | ------- | ------- |
| 64 717 | 77 054 | 88 030 | 104 732 | 108 647 | 107 801 | 109 474 | 110 667 |

| 2013    | 2014    | 2015    | 2016    | 2017    | 2018    | 2019    | 2020 |
| ------- | ------- | ------- | ------- | ------- | ------- | ------- | ---- |
| 111 551 | 112 249 | 112 478 | 113 626 | 113 929 | 113 827 | 114 194 | -    |

## Économie
On y trouve une importante usine d'équipements électriques : Avtopribor (Автоприбор), mise en service en 1971 et qui fournit la plupart des constructeurs d'automobiles et de machines agricoles de la CEI (KamAZ, AvtoVAZ, UAZ, Rostselmash, etc.)